# Blechnopsis orientalis
Blechnopsis orientalis là một loài thực vật có mạch trong họ Blechnaceae. Loài này được (L.) C. Presl mô tả khoa học đầu tiên năm 1851.